# Pariphinotus pellusidus
Pariphinotus pellusidus is een vlokreeftensoort uit de familie van de Phliantidae. De wetenschappelijke naam van de soort is voor het eerst geldig gepubliceerd in 1991 door Ren.